# Duna de Calanchio
A duna, ergue ou mar de areia de Calanchio (em italiano: Calanshio), também conhecida como Sarir Calanxiu Ramli Alquibir em árabe: سرير كالانشيي أر رملي الكبير; romaniz.: Sarīr Kalanshiyū ar Ramlī al Kabīr), é uma duna do deserto da Líbia, no distrito de Cufra, na Cirenaica, na Líbia Oriental. Tem uma superfície aproximada de 62 000 km2.
Os cumes de areia de Calanchio estão alinhados no sul e centro para norte-nordeste e sul-sul-sudoeste, enquanto no norte são irregulares, em parte em decorrência de afloramentos. Segundo imagens de satélite, a mudança entre as dunas irregulares do norte e as orientadas do centro-sul ocorre por volta na latitude 27 N; ao norte dessa latitude as dunas tem uma seção cruzada assimétrica com espaçamentos de 1,5-3 km, enquanto as do sul tem espaçamentos maiores de 3 km e parecem ser simétricas. Em 1996, Linsenbarth mapeou os vários tipos de dunas do norte, mas erroneamente classificou-a dentro do grande mar de areia dividido entre a Líbia e Egito.
Calanchio foi o sítio do desaparecimento do Lady Be Good (lit. "Dama seja boa"), um B-24 Liberator da Segunda Guerra Mundial. Os destroços foram descobertos a 200 km ao norte de Cufra 15 anos após ser relatado seu desaparecimento em 1943.